# Giovanni Korte
Giovanni Korte (L'Aia, 1º agosto 1993) è un calciatore olandese, attaccante del TOP Oss.

## Carriera
Nella stagione 2012-2012 ha giocato una partita in Eredivisie con l'ADO Den Haag.
Nel 2013 passa al Dordrecht con cui ottiene la promozione in massima serie al termine della stagione, giocando quindi nella Eredivisie 2014-2015.

## Palmarès

### Club

#### Competizioni nazionali
- Eerste Divisie: 1

Cambuur: 2020-2021